# Peter Charles
Peter Charles, född den 18 januari 1960 i Bootle i Storbritannien, är en irländsk och därefter brittisk ryttare.
Han tog OS-guld i lagtävlingen i hoppning i samband med de olympiska ridsporttävlingarna 2012 i London.